# Євдокія Ангеліна
Євдокія Ангеліна (бл. 1173 — бл. 1211) — візантійська імператриця.

## Життєпис
Походила з династії Ангелів. Друга донька Олексія Ангела та Євфросинії Каматирени. Народилася близько 1173 року. У 1185 році її стрийко Ісаак Ангел став імператором. У 1186 році останній став планувати її шлюб з сином Стефана Немані, великого жупана Сербії. Цей намір вдалося реалізувати близько 1190 року, коли батько Євдокії перебував у вигнанні в Єрусалимському королівстві. Євдокія стала дружиною Неманича.
При сербському дворі впроваджувала візантійські порядки, при цьому підтримувала політику імператора Ісаака II щодо зміцнення впливу Константинопольського патріархату. Втім, згодом стосунки з чоловіком погіршилися, Євдокія та Стефан II звинувачували одне одного в розпутстві, перелюбі, марнотратстві, пияцтві та любові до розкошів. У 1195 році батько Євдокії стає імператором. Внаслідок цього Євдокія ще більше стала докладати зусиль для зміцнення візантійського впливу в Рашці. Водночас Стефан II намагався здобути самостійність для своєї держави, тому став орієнтуватися на папу римського. Зрештою у 1198 році, незважаючи на заступництво свого брата Вукана, великий жупан Рашки прогнав свою дружину. Спочатку та сховалася у князівстві зета, сподіваючись повернутися до раського двору, але зрештою у 1200 році переїздить до Діррахія, а звідси до Константинополя.
Тут вона стає коханкою Олексія Дуки, що викликало невдоволення батька-імператора. У 1203 році Олексія III було повалено, але вже у 1204 році коханець Євдокії захопив імператорський трон, втім, Олексій V не зміг протидіяти учасникам Четвертого хрестового походу, що перед тим повалили батька Євдокії. У Мосинополі Євдокія та Олексій V побралися, але її імператорський титул був номінальним. Невдовзі за наказом батька чоловіка Євдокії було схоплено та передано хрестоносцями, які стратили колишнього імператора.
Після цього разом з матір'ю та батьком попрямувала до Фессалії, де за наполяганням батька у 1205 році вийшла заміж за Льва Сгуру, архонта Коринфа. Разом з чоловіком переїздить до цього міста. У 1207 році Сгура загинув у боротьбі з Боніфацієм Монферратським. Євдокія померла близько 1211 року.

## Родина
1. Чоловік — Стефан II Неманич, великий жупан Рашки.
Діти:
- Стефан Радослав (1192—1235)
- Стефан Владислав (н/д — 1264)
- Предіслав (д/н-1271)
- Комнена

2. Чоловік — Олексій V Дука, візантійський імператор.
Дітей не було.
3. Чоловік — Лев Сгур, архонт Коринфу.
Дітей не було.